# Johanna Maria Heckewelder

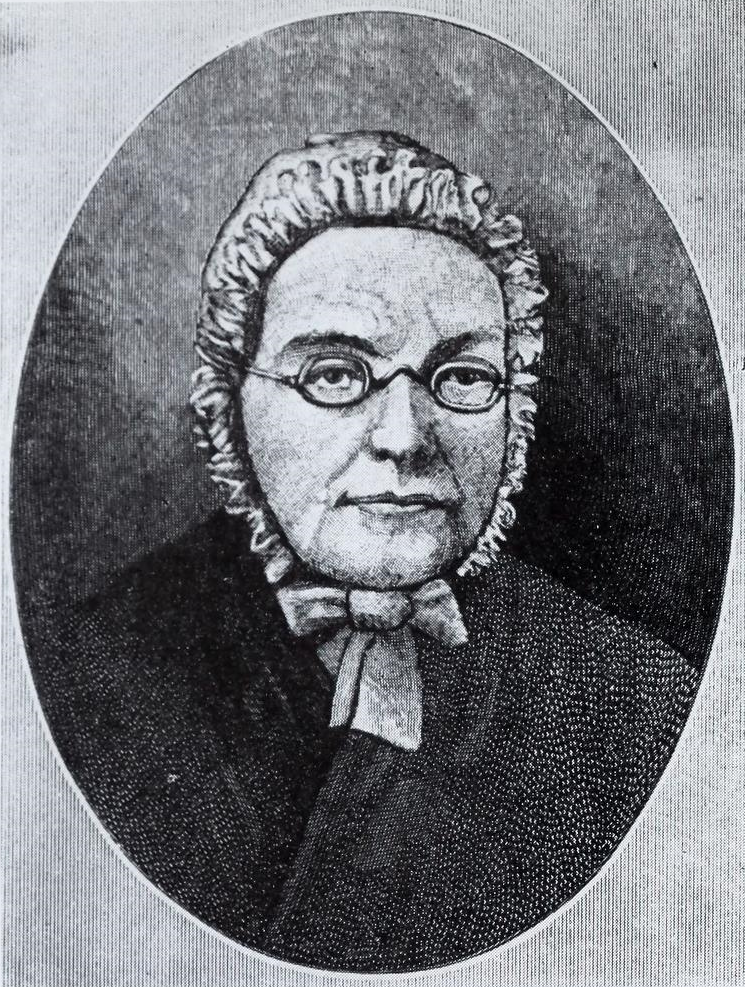
Johanna Maria Heckewelder

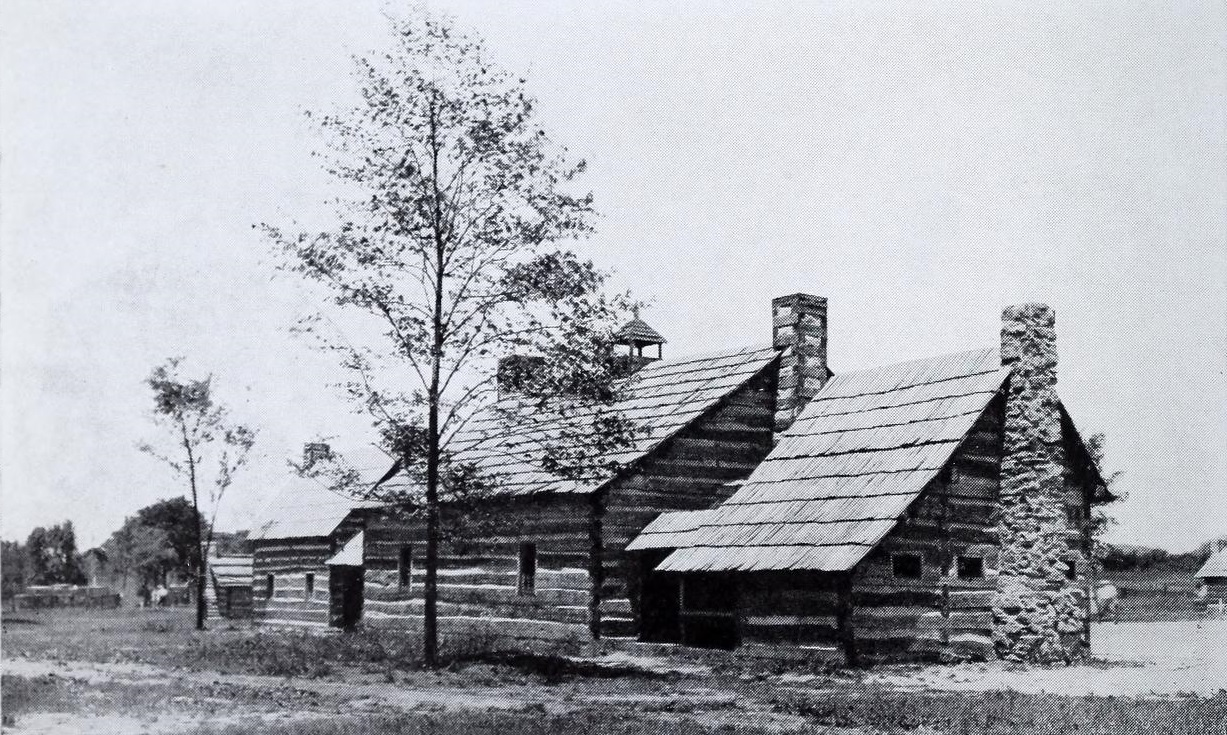
Gruppe restaurierter Gebäude der Mährischen Mission im Dorf Schönbrunn, wo Johanna Maria Heckewelder einige Zeit lebte, 1939

Johanna Maria Heckewelder, auch Polly Heckewalder (* 16. April 1781 in Salem, Ohio, USA; † 19. September 1868 in den USA) war eine US-amerikanische Lehrerin. Sie war die Tochter von Missionaren, die von der Mährischen Kirche entsandt wurden, um die Lenni Lenape zum Christentum zu bekehren. Sie wurde als das first white girl child bekannt, welches im späteren Bundesstaat Ohio geboren wurde.

## Leben und Werk
Heckewelder war die Tochter des Missionarsehepaares Sarah Ohneberg Heckewelder (1746–1815) und John Gottlieb Ernestus Heckewelder (1743–1823). 1780 heiratete ihr Vater Sarah Ohneberg aus Nazareth (Pennsylvania) in der Kapelle der Missionsstation in Salem. Kurz nach ihrer Geburt musste ihre Familie diese Mission infolge der Grenzkriege verlassen und wurde nach Upper Sandusky, Ohio und dann in die Nähe von Detroit verlegt. 1872 baute ihr Vater nach dem Gnadenhütten-Massaker Gnadenhütten wieder auf. Ein Missionarsehepaar brachte Heckewelder zu Pferd von Ohio nach Bethlehem (Pennsylvania), wo sie am Frauenseminar ausgebildet wurde. Das Bethlehemer Frauenseminar wurde 1863 gegründet und wurde 1913 zum Mährischen Seminar und College für Frauen. Nach Abschluss ihrer Ausbildung unterrichtete Heckewelder in der Schule, bis sie einige Jahre später ihr Gehör verlor. Als Erwachsene lebte sie bei ihren Eltern, die 1810 nach Bethlehem zurückkehrten. Nach dem Tod ihrer Eltern zog sie in das Haus der Single Sisters in Bethlehem, wo sie „Polly H.“ hieß.
Sie genoss in Bethlehem einen gewissen Prominentenstatus und sowohl ihr Porträt als auch ihr Autogramm waren begehrt. 1861 gründete Heckewelder die Freedman’s Aid Society, in der die Mitglieder Kleidung für Soldaten nähten. 1865 änderte die Gruppe ihren Namen in Ladies’ Sewing Society.
Heckewelder starb 1872 im Alter von 87 Jahren. Als die Damen-Nähgesellschaft 1872 begann, Stoffpuppen für wohltätige Zwecke zu nähen, nannten sie die Puppe nach ihr Polly Heckewelder. Die Tradition dieser handgefertigten Puppen setzte sich fort und 2016 fand im Mährischen Museum Bethlehem eine ihr gewidmete Puppenausstellung statt.